# La Rescousse
La Rescousse est un téléfilm français réalisé par Jacques Krier, écrit par Jacques Krier et Georges Staquet, diffusé pour la première fois le 17 juin 1982 à la télévision française.

## Synopsis
Louis dit « La Rescousse », ancien mineur, décide de quitter Paris pour partir en Lorraine à la recherche de ses souvenirs. À travers ses rencontre avec Nénesse ou encore son vieil ami Rico, Louis va découvrir que le pays lorrain dans lequel il a vécu pendant près de quarante ans a beaucoup changé.

## Fiche technique
- Titre : La Rescousse
- Réalisation : Jacques Krier
- Scénario et dialogues : Jacques Krier et Georges Staquet
- Année : 1982
- Pays : France
- Date de première diffusion : France : 17 juin 1982 sur TF1

## Distribution
- Georges Staquet : Louis
- Dany Carrel : Agnès
- André Pomarat : Rico
- Patrice Valota : Pierri
- Isabelle Ganz : Germaine
- Pierre Forget : Nénesse
- Yves Knapp : Didier
- Cécile Paoli : Maria
- Philippe Marlaud : Jacques
- Jean Pascal : Legrand
- Rémy Carpentier : Jean-Jean
- Philippe Nahon : Edmond
- Mehdi Khebchi : Ali

## Autour du film
Georges Staquet qui tient le rôle principal dans ce film a réellement travaillé dans les mines de charbon du Nord de la France à partir de ses quatorze ans et ce jusqu'à ses vingt ans. Il commencera sa carrière artistique au théâtre, à l'âge de trente-et-un ans.
Originaire de Nancy, en Lorraine, Jacques Krier se montre sensible à la cause des ouvriers victimes de la crise de la sidérurgie. Ce n'est d'ailleurs pas le premier film réalisé par Jacques Krier qui se déroule dans le monde de l'usine et de la mine puisque son film « Le Petit Boxeur » par exemple, réalisé en 1970, a lieu dans une ville minière du Nord de la France.
C'est le dernier film tourné par le jeune acteur Philippe Marlaud. Quelques mois après le tournage du téléfilm, Philippe Marlaud meurt accidentellement dans un incendie à l'âge de 22 ans.